# Луїш Мартінш
Луїш Мартінш (порт. Luís Martins, нар. 10 червня 1992, Ламегу) — португальський футболіст, захисник клубу «Марітіму».
Виступав, зокрема, за «Бенфіку» та «Гранаду», а також молодіжну збірну Португалії, у складі якої став срібним призером чемпіонату світу 2011 року.

## Клубна кар'єра
З 2007 року перебував в структурі столичної «Бенфіка». У сезоні 2011/12 був переведений до першої команди, Дебютував за першу команду 2 листопада 2011 року, вийшовши в стартовому складі на матч групового етапу Ліги чемпіонів проти «Базеля», і був замінений на 64 хвилині на Мігела Вітоа. Цей матч так і залишився єдинним для гравця у тому році, а в наступному він зіграв ще у 4 матчах чемпіонату до кінця сезону.
Не пробившись до основної команди, сезон 2012/13 Мартінш розпочав у дублюючій команді «Бенфіки», через що 9 січня 2013 року він підписав контракт з три з половиною роки з іншим клубом Прімери «Жіл Вісенте». Тут футболіст провів наступні півтора сезони, будучи стабільним гравцем основного складу.
1 вересня 2014 року Мартінш перейшов в іспанську «Гранаду», підписавши контракт на 4 роки. Він провів свою першу гру в Ла Лізі 27 вересня, вийшовши в другому таймі на заміну в матчі з «Барселоною» (0:6). Проте в іспанському вищому дивізіоні Мартінш не закріпився, зігравши за рік лише у трьох матчах чемпіонату і двох матчах Кубка Короля.
24 серпня 2015 року Мартінс був відданий в оренду в клуб іспанської Сегунди «Осасуна» на один сезон. Тут футболіст теж не був ключовим гравцем, зігравши лише 9 матчів, після чого повернувся в «Гранаду». Там футболіст зіграв у двох матчах Ла Ліги на старті сезону 2016/17, після чого перестав потрапляти навіть до заявки.
В кінці 2017 року він приєднався на правах оренди на два роки до португальського клубу «Марітіму». Відтоді встиг відіграти за клуб Фуншала 13 матчів в національному чемпіонаті.

## Виступи за збірні
2008 року дебютував у складі юнацької збірної Португалії, взяв участь у 16 іграх на юнацькому рівні, відзначившись одним забитим голом.
Протягом 2011—2012 років залучався до складу молодіжної збірної Португалії, у складі якої став срібним призером молодіжного чемпіонату світу 2011 року в Колумбії. На молодіжному рівні зіграв у 26 офіційних матчах, забив 1 гол.